# Мермезеу-Валени (Хунедоара)
Мермезеу-Валени (рум. Mermezeu-Văleni) насеље је у Румунији у округу Хунедоара у општини Ђеоађу. Oпштина се налази на надморској висини од 621 m.

## Становништво
Према подацима из 2002. године у насељу је живело 18 становника, од којих су сви румунске националности.